# Prosimulium idemai
Prosimulium idemai är en tvåvingeart som beskrevs av Adler, Currie och Wood 2004. Prosimulium idemai ingår i släktet Prosimulium och familjen knott.
Artens utbredningsområde är Kalifornien. Inga underarter finns listade i Catalogue of Life.